# Rudolf Grill
Rudolf Grill (* 18. August 1910 in Dürrnberg bei Hallein; † 20. September 1987 in Wien) war ein österreichischer Geologe (besonders Erdölgeologie), Mikropaläontologe und Tertiärstratigraph.

## Leben
Grill war der Sohn eines Steigers im Salzbergbau und besuchte das Gymnasium in Linz (Matura 1929 mit Auszeichnung). Er studierte Naturwissenschaften mit Schwerpunkt Geologie in Wien und legte die Lehramtsprüfung (Physik, Naturgeschichte) ab. Zu seinen Lehrern gehörten Franz Eduard Suess, Othenio Abel und Kurt Ehrenberg. Er wurde 1935 an der Universität Wien zum Dr. phil. promoviert mit einer Arbeit über das Gallneukirchner Tertiärbecken bei Linz. Die darin getroffene Faunen-Unterscheidung (bei Makrofossilien und besonders in der Mikropaläontologie) von Miozän zu Oligozän war später wichtig für die Erdölgeologie. Zunächst arbeitete er ab 1933 als Erdölgeologe bei der Firma Eurogasco, einer Tochter von Standard Oil, in der Erdgasexploration im Wiener Becken und in Oberitalien. 1937 bis 1939 arbeitete er für die neu gegründete Rohoel-Gewinnungs-AG im Wiener Becken. Ab 1939 war er bei der Geologischen Bundesanstalt in Wien beschäftigt (damals Reichsamt für Bodenforschung). Dort hatte er zuletzt den Posten des Chefgeologen inne. Er ging 1975 in den Ruhestand und war Hofrat. Er wurde am Hernalser Friedhof bestattet.
Auch während seiner Zeit bei der Bundesanstalt bearbeitete er viele Erdöl- und Erdgasbohrungen unter stratigraphischen Aspekten und kartierte viel im Wiener Becken. 1951 bis 1967 war er Generalsekretär des Österreichischen Nationalkomitees für die Welterdölkongresse und er war Berater der Obersten Bergbehörde in Wien. 1950 bis 1976 schrieb er regelmäßig für The Micropalaeontologist.
Grill erhielt das Goldene Ehrenzeichen für Verdienste um die Republik Österreich.

## Veröffentlichungen
- Das Oligocänbecken von Gallneukirchen bei Linz a. D. und seine Nachbargebiete. Mitteilungen Österr. Geolog. Ges. Wien, 28, 1935, S. 37–72 (zobodat.at [PDF; 2,6 MB]).
- Über mikropaläontologische Gliederungsmöglichkeiten im Miozän des Wiener Beckens. Mitt. Reichsamt f. Bodenforschung Zweigstelle Wien, 6, Wien 1943, S. 33–44
- Über erdölgeologische Arbeiten in der Molassezone von Österreich. Verhandlungen der Geologischen Bundesanstalt 1945, S. 4–28 (zobodat.at [PDF; 1,3 MB]).
- Der Foraminiferenkatalog von Brooks F. Ellis und Angelina R. Messina (Catalogue of Foraminifera): Herausgegeben vom American Museum of Natural History, New York 1940, 30 Bände mit ca. 30.000 Seiten, seit 1941 erscheinen periodische Nachträge. Verhandlungen der Geologischen Bundesanstalt 1946, S. 163–167 (zobodat.at [PDF; 411 kB]).
- Abteilung Erdöl (1947): Bericht. Verhandlungen der Geologischen Bundesanstalt 1948, S. 10–11 (zobodat.at [PDF; 270 kB]).
- Bericht (1947) über die geologischen Aufnahmen im Bereich der Blätter Gänserndorf und Mistelbach (4657 und 4557): Allgemeines. Verhandlungen der Geologischen Bundesanstalt 1948, S. 47–52 (zobodat.at [PDF; 445 kB]).
- Mikropaläontologie und Stratigraphie in den tertiären Becken und in der Flyschzone von Österreich. Intern. Geol. Congress, "Report of th Eighteenth Session, Great Britain, 1948", Part XV, London 1948, S. 3–12
- mit Leo Waldmann: Zur Kenntnis des Untergrundes der Molasse in Österreich. Jahrbuch der Geologischen Bundesanstalt 94, 1949, S. 1–40
- Bericht (1948) über die geologischen Aufnahmen im Bereich der Blätter Gänserndorf und Mistelbach (4657 und 4557) mit Anschlußbegehungen auf den Blättern Tulln (4656) und Hollabrunn (4556). Verhandlungen der Geologischen Bundesanstalt 1949, S. 53–58 (zobodat.at [PDF; 446 kB]).
- Bericht der Arbeitsgemeinschaft Flysch (1948): Vorführung der wichtigsten Schichtglieder des Bisambergzuges und seiner Ausläufer. Verhandlungen der Geologischen Bundesanstalt 1949, S. 27 (zobodat.at [PDF; 231 kB]).
- Bericht (1949) über die geologischen Aufnahmen im Bereiche der Blätter Gänserndorf (4657) und Tulln (4656), mit Anschlußbegehungen auf Blatt Hollabrunn (4556). Verhandlungen der Geologischen Bundesanstalt 1950, S. 70–76 (zobodat.at [PDF; 498 kB]).
- Bericht der Arbeitsgemeinschaft (1949) Ölfeld Leoprechting und Taufkirchen. Verhandlungen der Geologischen Bundesanstalt 1950, S. 41–42 (zobodat.at [PDF; 273 kB]).
- Aufnahmen im Bereiche der Blätter Marchegg (4658) und Mistelbach (4557), mit Anschlußbegehungen auf Blatt Hollabrunn (4556): (Bericht 1950). Verhandlungen der Geologischen Bundesanstalt 1951, S. 51–53 (zobodat.at [PDF; 366 kB]).
- A. Exkursion in das Korneuburger und das nördliche Inneralpine Wiener Becken. Verh. der Geol. Bundesanstalt - Sonderhefte 1, 1951, S. 7–20 (zobodat.at [PDF; 658 kB]).
- mit Leo Waldmann: C. Alpenexkursion - I. Alpenvorland und Südrand der Böhmischen Masse. Verh. der Geol. Bundesanstalt - Sonderhefte 1, 1951, S. 26–38 (zobodat.at [PDF; 886 kB]).
- Ueber den Stand der Erforschung der österreichischen Tertiärbecken. Verh. der Geol. Bundesanstalt - Sonderhefte 3, 1951, S. 60–64 (zobodat.at [PDF; 413 kB]).
- Aufnahmen auf den Blättern Mistelbach (4557) und Tulln (4656), mit Anschlußbegehungen auf Blatt Hollabrunn (4556): (Bericht 1951). Verhandlungen der Geologischen Bundesanstalt 1952, S. 53–56 (zobodat.at [PDF; 424 kB]).
- Neue Jodwasserbohrungen in Bad Hall. Jahrbuch der Geologischen Bundesanstalt 96, 1953, S. 65–116 (zobodat.at [PDF; 3,4 MB]).
- Aufnahmen 1952 auf den Blättern Mistelbach (4557) und Auspitz - Nikolsburg (4457). Verhandlungen der Geologischen Bundesanstalt 1953, S. 68–71 (zobodat.at [PDF; 360 kB]).
- Aufnahmen 1953 auf Blatt Wels (49). Verhandlungen der Geologischen Bundesanstalt 1954, S. 42–44 (zobodat.at [PDF; 316 kB]).
- Aufnahmen 1953 auf den Blättern Mistelbach (24) und Poysdorf (25) (früher Blatt Mistelbach, 4557, 1:75.000). Verhandlungen der Geologischen Bundesanstalt 1954, S. 44–47 (zobodat.at [PDF; 364 kB]).
- Aufnahmen 1954 auf Blatt Wels (49). Verhandlungen der Geologischen Bundesanstalt 1955, S. 34–36 (zobodat.at [PDF; 318 kB]).
- Aufnahmen 1954 auf den Blättern Wildendürnbach (10), Mistelbach (24), Poysdorf (25), Stockerau (40). Verhandlungen der Geologischen Bundesanstalt 1955, S. 31–34 (zobodat.at [PDF; 367 kB]).
- Über die Verbreitung des Badener Tegels im Wiener Becken. Verhandlungen der Geologischen Bundesanstalt 1955, S. 113–120 (zobodat.at [PDF; 516 kB]).
- Dr. Rudolf Noth. Austrian Journal of Earth Sciences 49, 1956, S. 371–375 (zobodat.at [PDF; 561 kB]).
- mit Erich Thenius: Neue Wirbeltierfunde aus dem Ältest-Pleistozän von Niederösterreich: Zur Stratifizierung der pleistozänen Donauterrassen / mit einem Beitrag von R. Grill. Jahrbuch der Geologischen Bundesanstalt 99, 1956, S. 259–271 (zobodat.at [PDF; 777 kB]).
- Aufnahmen 1955 auf den Blättern Krems a. d. Donau (38), Obergrafendorf (55) und St. Pölten (56). Verhandlungen der Geologischen Bundesanstalt 1956, S. 42–46 (zobodat.at [PDF; 434 kB]).
- Aufnahmen 1956 auf den Blättern Krems an der Donau (38), Obergrafendorf (55) und St. Pölten (56). Verhandlungen der Geologischen Bundesanstalt 1957, S. 29–32 (zobodat.at [PDF; 377 kB]).
- Die stratigraphische Stellung des Hollenburg - Karlstettener Konglomerats (Niederösterreich). Verhandlungen der Geologischen Bundesanstalt 1957, S. 113–120 (zobodat.at [PDF; 555 kB]).
- mit Julius Fink, Kurt Kollmann, Heinrich Küpper: Beiträge zur Kenntnis des Wiener Beckens zwischen Grinzing und Nußdorf (Wien XIX). Jahrbuch der Geologischen Bundesanstalt 101, 1958, S. 117–138 (zobodat.at [PDF; 3,6 MB]).
- Aufnahmen 1956 auf den Blättern Krems an der Donau (38), Obergrafendorf (55) und St. Pölten (56). Verhandlungen der Geologischen Bundesanstalt 1958, S. 29–32
- B. Exkursion Inneralpines Wiener Becken nördlich der Donau, Molassegebiet und Waschbergzone. Verh. der Geol. Bundesanstalt - Sonderhefte 6, 1958, S. 20–40 (zobodat.at [PDF; 968 kB]).
- C. Exkursion im engeren Wiener Bereich. Verh. der Geol. Bundesanstalt - Sonderhefte 6, 1958, S. 41–46 (zobodat.at [PDF; 429 kB]).
- Untergrenze und Gliederung des Miozäns im Wiener Becken. Austrian Journal of Earth Sciences 52, 1959, S. 125–132 (zobodat.at [PDF; 1,2 MB]).
- Erdgeschichte des Donaugebietes in Österreich. Natur und Land 1959_11-12, S. 170–176 (zobodat.at [PDF; 1,6 MB]).
- Beobachtungen an Großaufschlüssen im Flysch des Wienerwaldes. Verhandlungen der Geologischen Bundesanstalt 1962, S. 249–258 (zobodat.at [PDF; 626 kB]).
- Alfred Bentz. Mitteilungen Österr. Geolog. Ges. Wien 57, 1964, S. 633–634 (zobodat.at [PDF; 344 kB]).
- mit Josef Kapounek: Exkursion II / 1 : Waschbergzone und Erdölfelder. Mitteilungen Österr. Geolog. Ges. Wien, 57, 1964, S. 147–155 (zobodat.at [PDF; 3,3 MB]).
- mit Adolf Papp, Robert Janoschek, J. Kapounek, Kurt Kollmann, Kurt Turnovsky, E. J. Tynan: Nomenclature of the Neogene of Austria: (With a Stratigraphic Chart). Verhandlungen der Geologischen Bundesanstalt 1968, S. 19–27 (zobodat.at [PDF; 731 kB]).
- mit Adolf Papp, Robert Janoschek, J. Kapounek, Kurt Kollmann, Kurt Turnovsky: Zur Nomenklatur des Neogens in Österreich: (Mit einer stratigraphischen Tabelle). Verhandlungen der Geologischen Bundesanstalt 1968, S. 9–18 (zobodat.at [PDF; 570 kB]).
- Bericht 1980-1984 über die Aufnahme von Großaufschlüssen in den tertiären Ablagerungen auf Blatt 77 Eisenstadt. Jahrbuch der Geologischen Bundesanstalt 128, 1985
- Bericht 1981-1984 über geologische Aufnahmen von Großaufschlüssen in den tertiären Ablagerungen auf Blatt 107 Mattersburg. Jahrbuch der Geologischen Bundesanstalt 129, 1986
- mit Franz Xaver Schaffer (Herausgeber), Franz Heritsch, Othmar Kühn, Robert Janoschek, Robert Schwinner, Erich Spengler, Leo Waldmann, Arthur Winkler-Hermaden: Geologie von Österreich, 2. Auflage, Deuticke, Wien 1951